# Jemma McKenzie-Brown
Jemma McKenzie-Brown (2 de junio de 1994) es una actriz británica y cantante conocida por su parte en Amazing Pritchard y como un nuevo personaje en la tercera entrega de la exitosa trilogía de High School Musical. Ella participó en High School Musical 3: Senior Year como Tiara Gold, una estudiante de intercambio, que finge ocupar el puesto de asistente personal de Sharpay, cuando en realidad quiere ocupar el puesto de presidenta del club de arte dramático en East Hight.

## Vida y carrera
Nacida en Beverley, East Riding de Yorkshire, asistió a la Academia de Baile Pamela Gray en Hull. Después de haber audicionado y posteriormente obtenido un lugar en la Escuela de Teatro Sylvia Young, McKenzie-Brown se mudó del Hymers College de Hull para alojarse con una familia invitada en Londres, cuando tenía 11 años. A partir de 2010, McKenzie-Brown se graduó de la Escuela de Teatro Sylvia Young.
A través de la agencia teatral de la escuela, McKenzie-Brown comenzó a aparecer en varios espectáculos. En 2006, debutó interpretando a Georgina Pritchard en la serie de televisión "The Amazing Mrs. Pritchard" interpretando a la hija del personaje de Jane Horrocks. En 2008, apareció como invitada en la serie de televisión infantil "MI High" como Irene en el episodio "Spy Plane". Luego prestó su voz para obras de radio, incluida una producción de la versión de Arthur Ransome de Old Peter's Russian Tales y The Monstrous Mother.
En 2008, participó en una audición cerrada en Londres y Los Ángeles para el papel de Tiara Gold en High School Musical 3: Senior Year. Después de obtener el papel y filmar en Salt Lake City, Utah, generó mucha fama mundial.
El 13 de noviembre de 2020, su banda de indie rock, About Bunny, lanzó su sencillo debut "Special".

## About Bunny
About Bunny es una banda de indie rock de cuatro integrantes con sede en Londres (Reino Unido) con Jemma McKenzie-Brown en la voz, Alex Malseed en el bajo, Karl Hopkin en la guitarra y Amanda Dal en la batería. Se presentaron al mundo con su sencillo debut "Special". El 20 de enero de 2023 lanzaron su primer mixtape.

## Filmografía
| Año  | Título                             | Rol                | Notas                       |
| ---- | ---------------------------------- | ------------------ | --------------------------- |
| 2006 | The Amazing Mrs Pritchard          | Georgina Pritchard | Rol principal (6 episodios) |
| 2008 | M.I. High                          | Irene Ryfield      | Episodio: «Spy Plane»       |
| 2008 | High School Musical 3: Senior Year | Tiara Gold         |                             |
| 2016 | All Killer                         | Bea Minicello      | Cortometraje                |
| 2016 | Doctors                            | Becky Rintoul      | Episodio: «Field Day»       |
| 2017 | Jack and Dean of All Trades        | Recepcionista      | Episodio: «Costumes»        |
| 2019 | The Rook                           | Lizzie             | Episodio: «Chapter 2»       |

## Discografía

### Álbumes
- 2008: High School Musical 3: Senior Year
- 2023: Mixtape Vol.1